# 북구 (부산광역시)

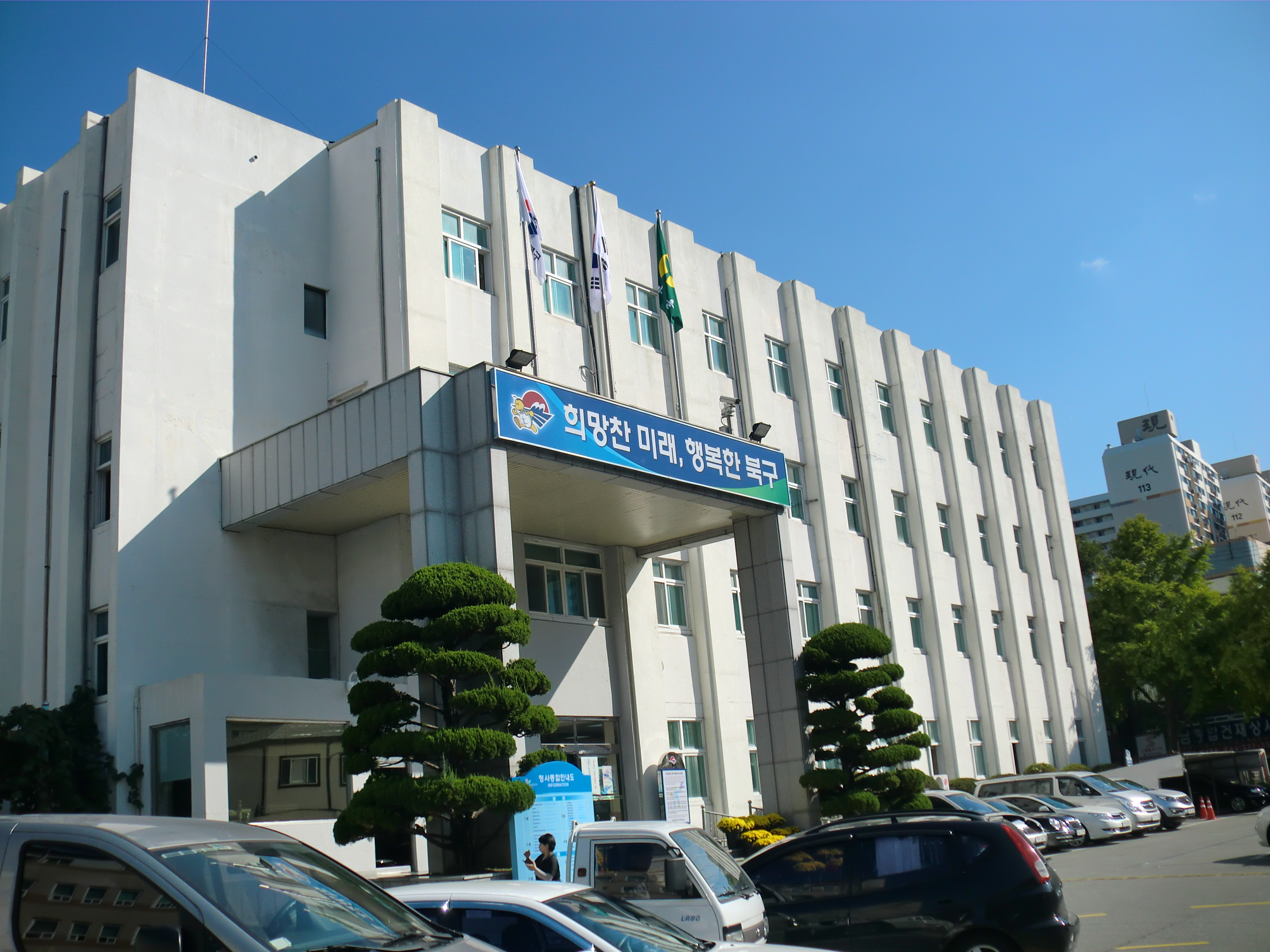
부산 북구청

대동화명대교

북구(北區)는 대한민국 부산광역시 북서부에 있는 구이다.

## 역사
삼한시대에는 변한의 지배권에 있었으며, 6가야의 부상으로 금관가야의 지배를 받게 된다. 삼국시대 신라 지증왕 때 그 지배권에 복속이 되었다. 통일신라시대인 665년 문무왕 5년 삽량주에 속했다가, 757년 경덕왕 16년에 양주에 속하였다. 940년 고려 태조 23년 양주에 속했다가, 938년 성종 2년 경주목 양주군이 되었다. 1022년 현종 13년에는 경상도 양주군이 되었다.
- 1413년 조선 태종 13년 경상도 양산군 좌이전방과 하동방 일부
- 1520년 중종 15년 경상좌도 양산군
- 1603년 선조 36년 경상도 양산군 좌이면(공창리,동원리,대천리,와석리,용당리,수정리,산양리,사량리,남창리,소요리,유도리) 만덕리는 동래부 서면에 속함
- 1840년 영조 16년 경상도 양산군 좌이면
- 1869년 고종 6년 경상도 동래부 좌이면, 1875년 고종 12년 경상도 양산군 좌이면
- 1896년 고종 33년 경상남도 부산부 좌이면으로 되었다가 이듬해 다시 양산군 좌이면으로 환원된다.
- 일제시대인 1910년 경상남도 부산부 좌이면(만덕리는 동래군 서하면에 속함)
- 1943년 경상남도 동래군 구포읍
- 1975. 8. 30 시 직할 북부출장소 설치(구포와 사상지역)
- 1978년 2월 15일 : 부산진구의 일부와 경상남도 김해군 일부를 관할로 하여 북구가 신설되었다.[4]
- 1983년 5월 1일 : 시 직할 강서출장소를 설치하였다.
- 1983년 12월 15일 : 대저동 을숙도, 일웅도가 사하구에 편입되었다.
- 1988년 5월 1일 : 자치구로 승격되었다.
- 1989년 1월 1일 : 북구의 일부를 관할로 하여 강서구가 신설되었다.[5]
- 1991년 1월 1일 : 부산직할시 북구의회가 개원하였다.
- 1995년 1월 1일 : 부산광역시 북구로 개칭하였다.[6]
- 1995년 3월 1일 : 북구의 일부를 분리하여 사상구가 신설되었다. 현재 북구는 5개 법정동(구포동, 금곡동, 화명동, 덕천동, 만덕동)을 관할로 하고 있다.[7]

## 행정 구역
2015년 12월 31일을 기준으로 부산 북구의 인구와 면적은 다음과 같다.

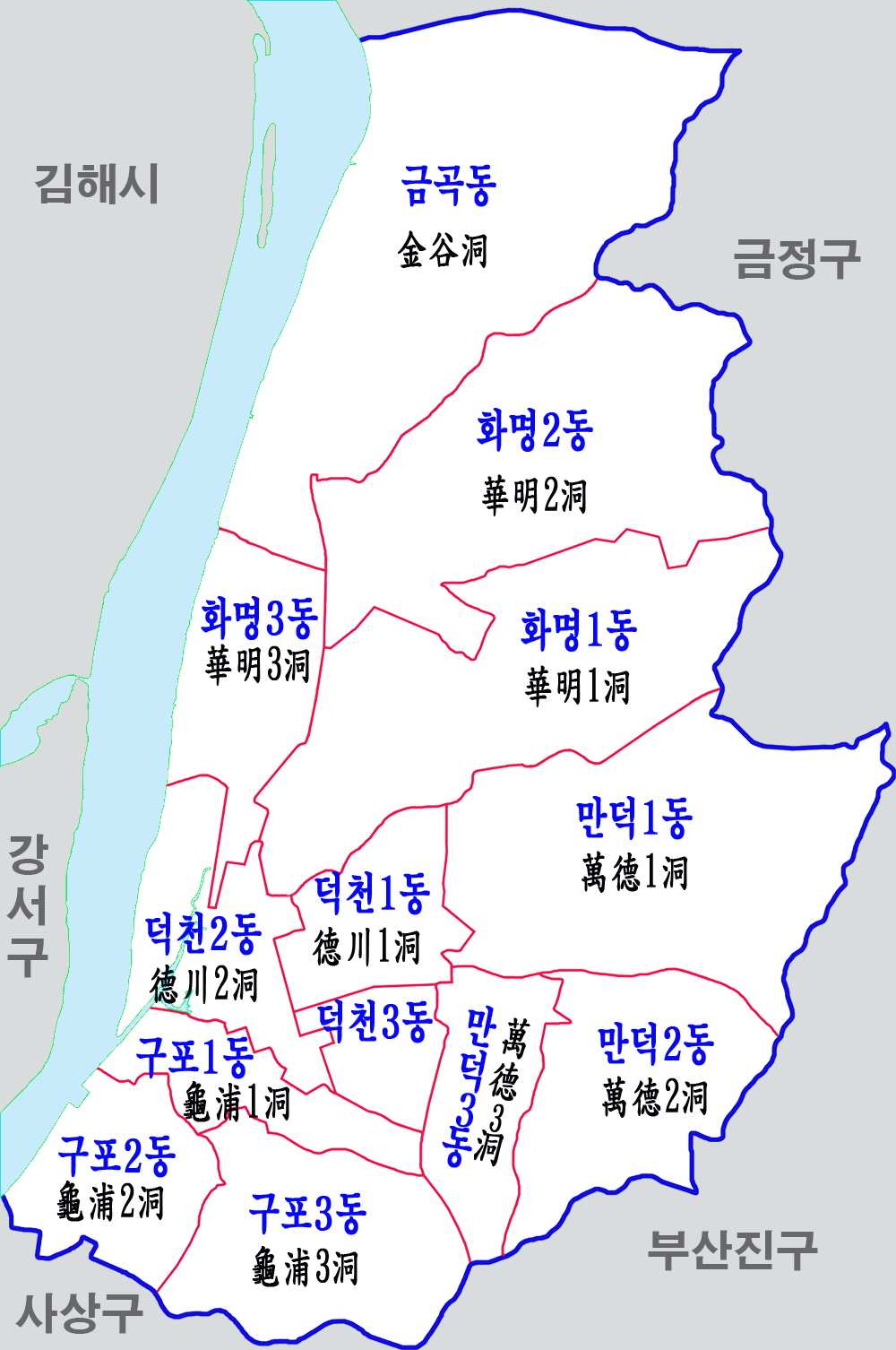

| 행정동    | 한자      | 면적 (km2) | 인구 (명) | 세대    |
| --------- | --------- | ---------- | --------- | ------- |
| 구포제1동 | 龜浦第1洞 | 1.14       | 15,668    | 7,090   |
| 구포제2동 | 龜浦第2洞 | 2.91       | 28,587    | 11,703  |
| 구포제3동 | 龜浦第3洞 | 1.47       | 24,186    | 9,679   |
| 금곡동    | 金谷洞    | 8.12       | 44,312    | 18,315  |
| 화명제1동 | 華明第1洞 | 4.73       | 45,382    | 14,110  |
| 화명제2동 | 華明第2洞 | 5.03       | 18,525    | 6,679   |
| 화명제3동 | 華明第3洞 | 2.48       | 32,590    | 10,586  |
| 덕천제1동 | 德川第1洞 | 1.44       | 16,174    | 7,357   |
| 덕천제2동 | 德川第2洞 | 2.32       | 13,695    | 6,358   |
| 덕천제3동 | 德川第3洞 | 0.95       | 12,474    | 5,570   |
| 만덕제1동 | 萬德第1洞 | 4.76       | 10,097    | 3,902   |
| 만덕제2동 | 萬德第2洞 | 2.25       | 27,380    | 10,011  |
| 만덕제3동 | 萬德第3洞 | 1.76       | 21,414    | 7,505   |
| 북구      | 北區      | 39.36      | 310,484   | 118,865 |

## 인구
| 연도   | 총인구    | ; |
| ------ | --------- | - |
| 1980년 | 338,375명 |   |
| 1985년 | 385,920명 |   |
| 1990년 | 476,854명 |   |
| 1995년 | 278,104명 |   |
| 2000년 | 298,183명 |   |
| 2005년 | 328,939명 |   |
| 2010년 | 301,296명 |   |
| 2015년 | 299,182명 |   |
| 2020년 | 290,908명 |   |

## 교통
- 부산 도시철도 2호선: 금곡역, 동원역, 율리역, 화명역, 수정역, 덕천역, 구명역, 구남역
- 부산 도시철도 3호선: 구포역, 덕천역, 숙등역, 남산정역, 만덕역

## 구청
- 현재 북구청은 부산광역시 북구 구포동에 위치하고 있다.

## 교육 기관
| 부산과학기술대학교 | 북구 시랑로132번길 88 |  |

| 한국폴리텍7대학 (부산캠퍼스) | 북구 만덕대로155번길 99 |  |

| 경혜여자고등학교 | 북구 시랑로21번길 138      |  | 성도고등학교 | 북구 시랑로132번길 87    |  |
| 금곡고등학교     | 북구 화명신도시로 236      |  | 화명고등학교 | 북구 화명신도시로 169    |  |
| 삼정고등학교     | 북구 시랑로118번길 53      |  | 낙동고등학교 | 북구 의성로47번길 23     |  |
| 만덕고등학교     | 북구 함박봉로140번길 98-12 |  | 백양고등학교 | 북구 백양대로1016번길 64 |  |

## 갤러리

### 도심풍경

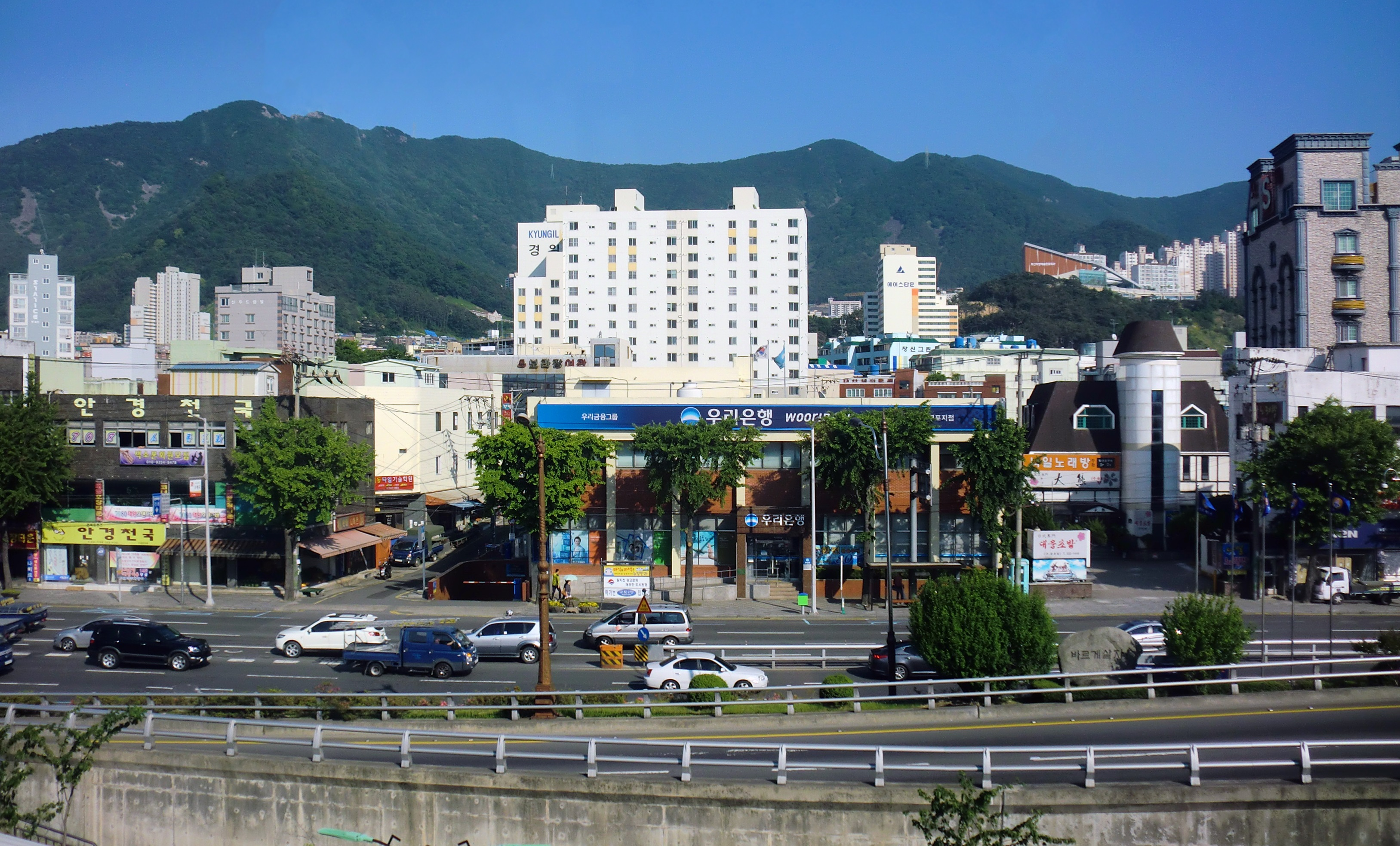
구포동 일대
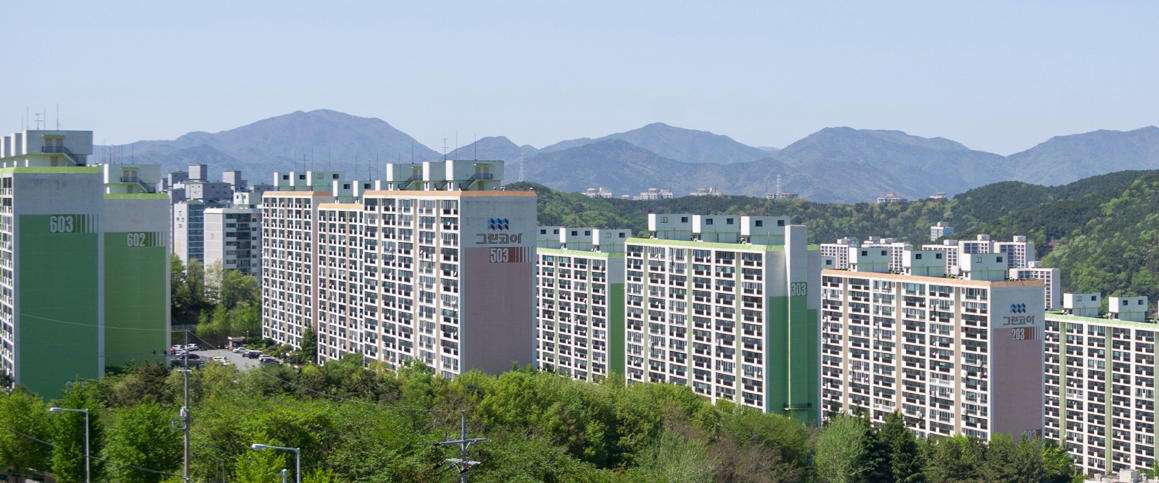
만덕동 일대
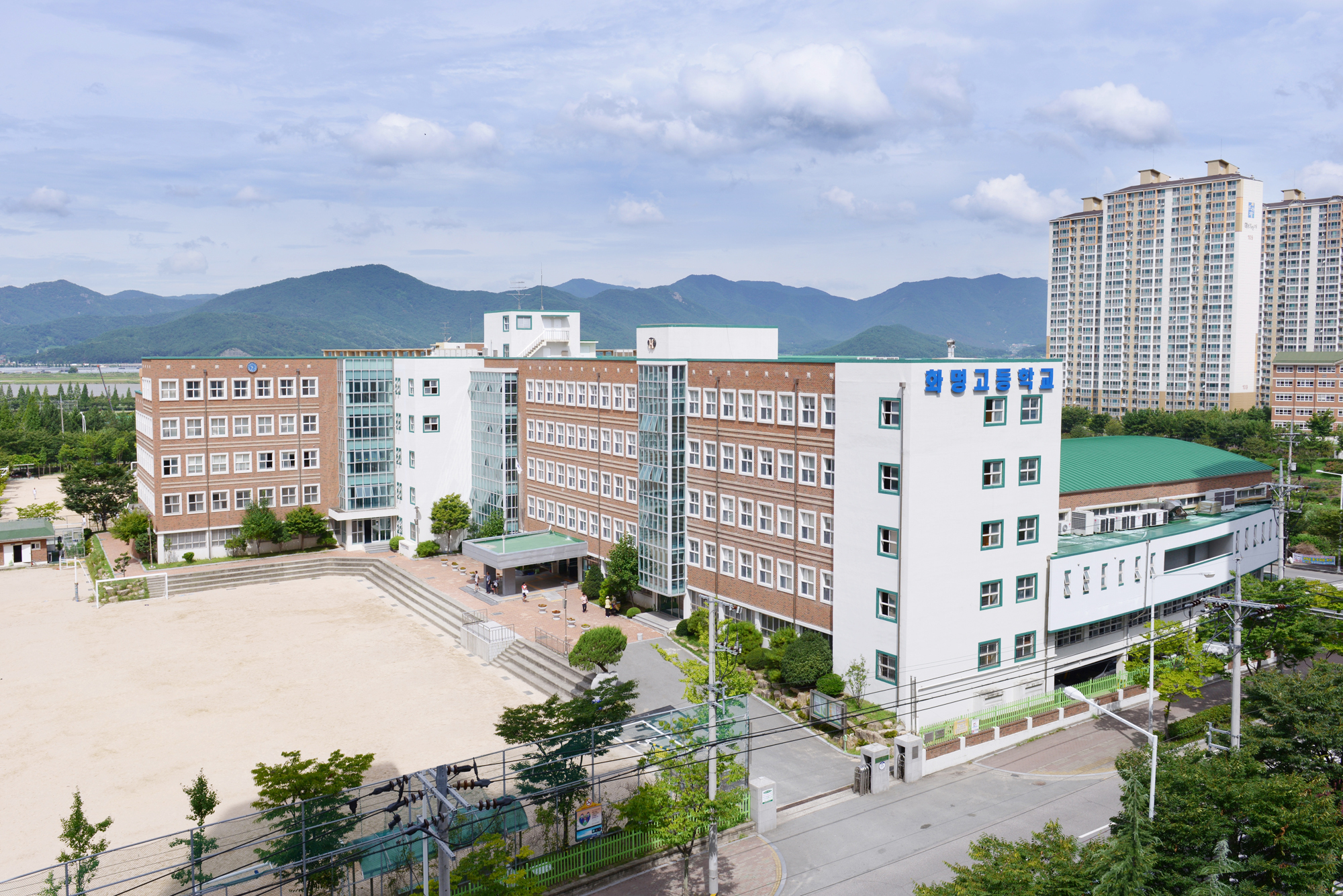
화명고등학교
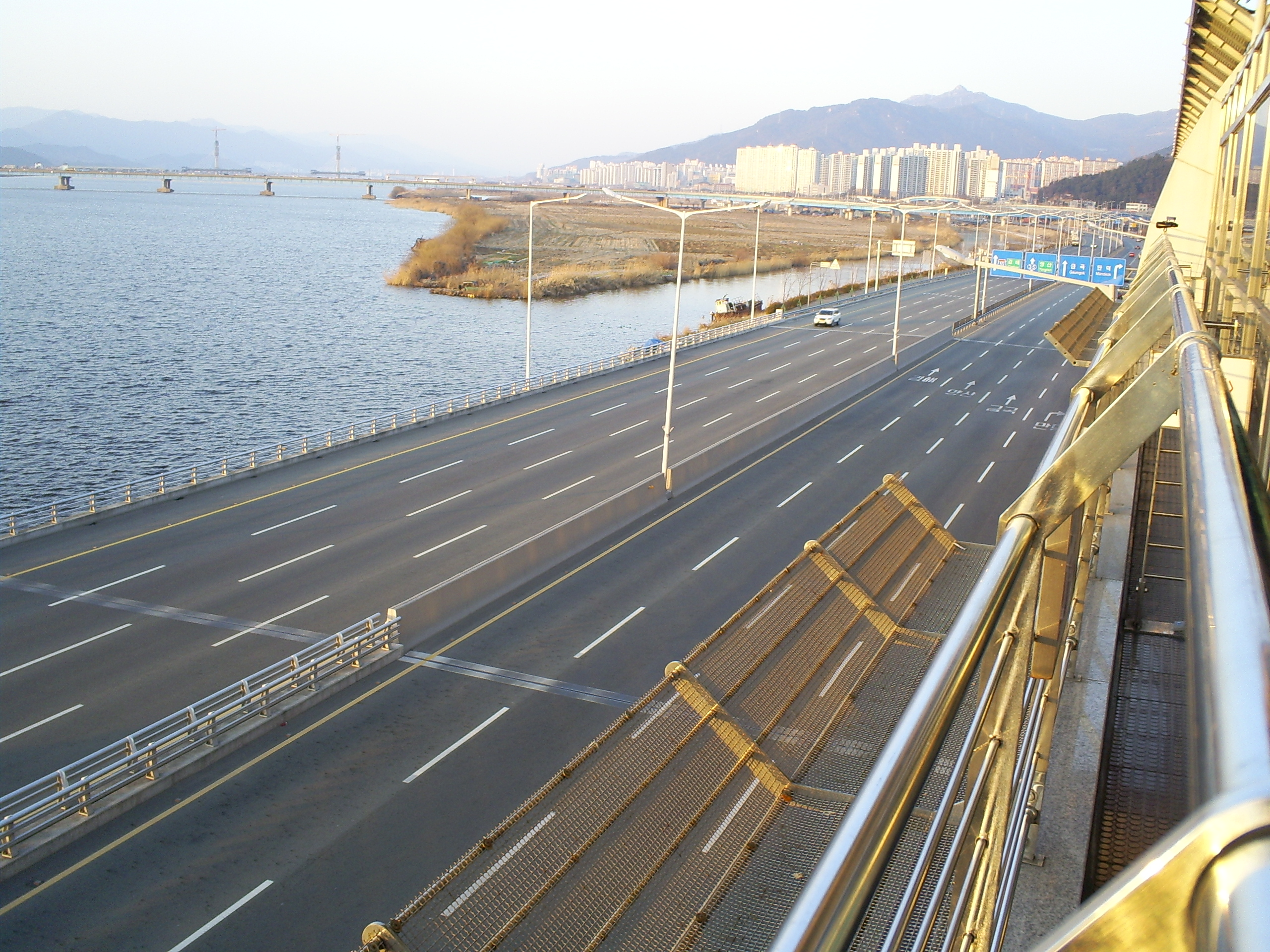
강변대로
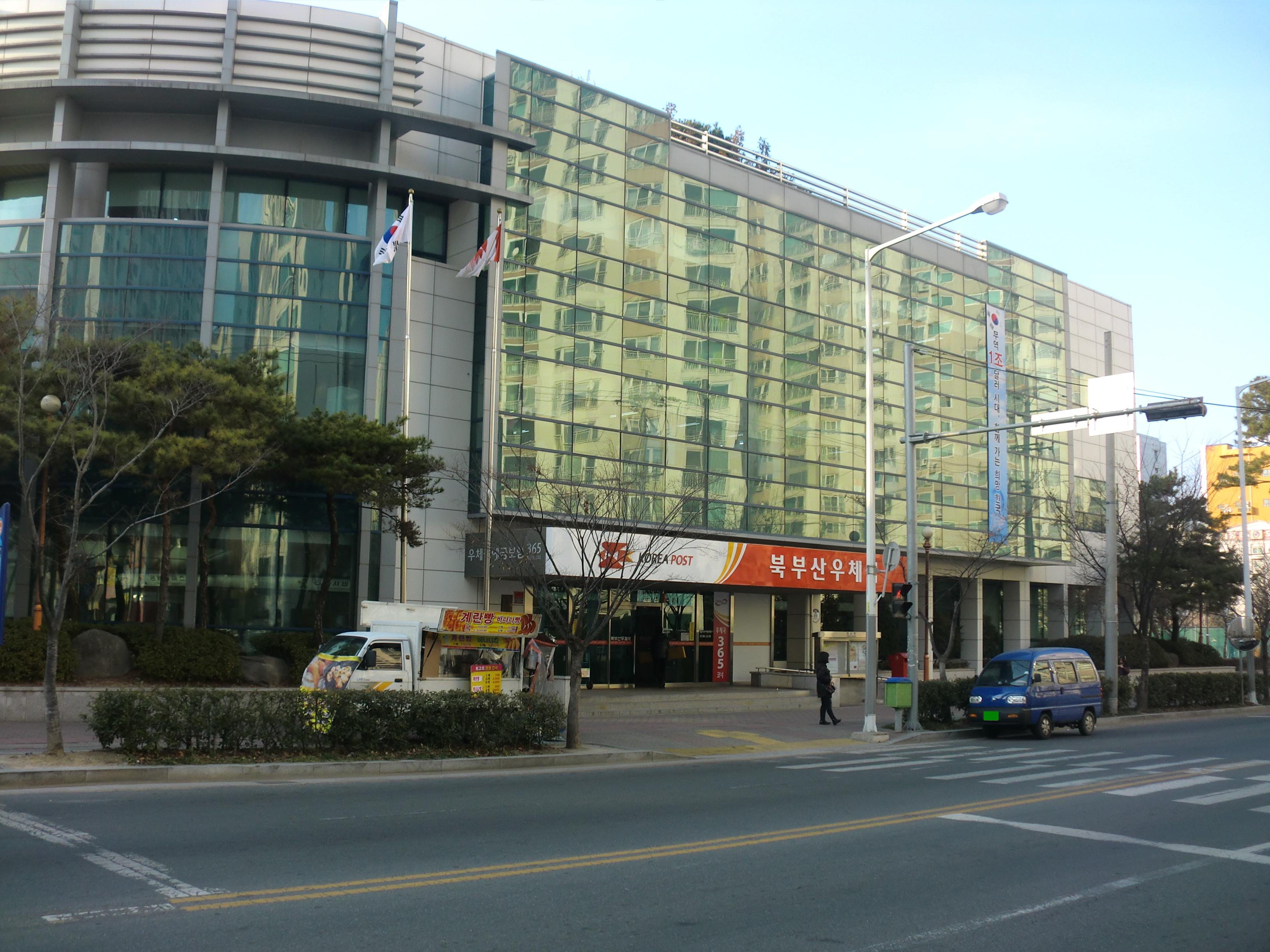
북부산우체국

## 출신 인물
- 강민 - 가수
- 박정석 - 프로게이머, 감독
- 이호원 - 배우
- 재효 - 가수
- 정국 - 가수
- 한선화 - 배우
- 한승우 - 가수

## 자매 도시
| 지역 & 국가    | 도시                             |
| -------------- | -------------------------------- |
| 중화인민공화국 | 자오저우 시(胶州市, 1994년 11월) |

## 같이 보기
- 대한민국의 지리